# Сан Фили
Сан Фѝли (на италиански: San Fili) е малко градче и община в Южна Италия, провинция Козенца, регион Калабрия. Разположено е на 566 m надморска височина. Населението на общината е 2738 души (към 2012 г.).